# Bahnhof Winter Haven
Der Bahnhof Winter Haven ist ein Bahnhof im Fernverkehr und wird von Amtrak betrieben. Er befindet sich in Winter Haven im Polk County in Florida an der durch CSX Transportation betriebenen Florida Western and Northern Railroad von Auburndale nach West Palm Beach.

## Geschichte
Im Jahr 1925 wurde der Bahnhof von der Seaboard Air Line Railroad eröffnet. Bis 1982 existierte auf der Südseite des Bahnhofes eine Lagerhalle, die nach der Fusion der Louisville and Nashville Railroad mit der Seaboard Coast Line Railroad abgerissen wurde.

## Anbindung
Der Bahnhof befindet sich im südlichen Stadtgebiet Winter Havens, wo die Bahnstrecke den U.S. Highway 17 kreuzt. Die Station wird von der Bahngesellschaft Amtrak bedient. Von hier macht der Silver Star einen Abstecher über Lakeland nach Tampa, bevor er retour nach Lakeland und anschließend über Kissimmee weiter nach New York fährt. Der Silver Meteor verzichtet auf den Abstecher und fährt direkt weiter nach Kissimmee, womit beide Linien ab dort wieder parallel verlaufen.

### Schiene
| Linie         | Laufweg                                                                    |
| ------------- | -------------------------------------------------------------------------- |
| Silver Star   | Miami Airport – … – Sebring – Winter Haven – Lakeland – … – New York City  |
| Silver Meteor | Miami Airport – … – Sebring – Winter Haven – Kissimmee – … – New York City |